# Торберніт

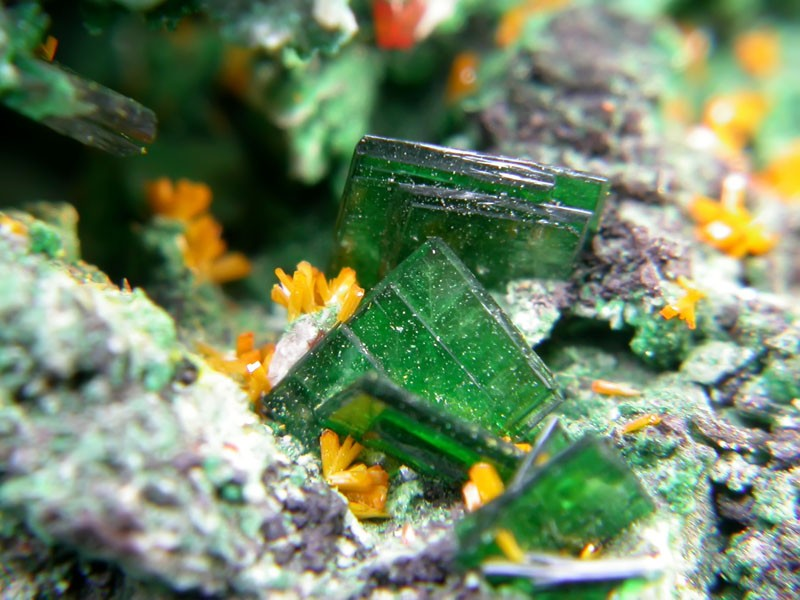
Торберніт зелений

Торберніт — мінерал сімейства уранових слюдок, водний уранофосфат міді та урану шаруватої будови з групи отеніту. Синоніми: мідна уранова слюдка, купроураніт, ураніт мідний, уранофіліт.

## Етимологія та історія
Названий за ім'ям шведського хіміка Торберна Бергмана (T.Börgman), A.G.Werner, 1793.
Торберніт був вперше знайдений на шахті Георга Вагсфорта поблизу Йохангеоргенштадта в Рудних горах у Саксонії. Вперше його згадав у 1772 році австрійський мінералог і металург Ігнац фон Борн (1742-1791) у своїй праці Lythophylacium Bornianum, назвавши його «mica viridis crystallina, ibid». (зелена кристалічна слюда з Йохангеоргенштадта). У 1780 році німецький геолог Авраам Ґотлоб Вернер (1749 — 1817) використовує роботу Борна й описує мінерал більш детально, спочатку називаючи його «grüner Glimmer» (зелена слюда), пізніше назвавши його «торбернітом» на честь шведського мінералога та хіміка Торберна Улофа Бергмана (1735–1784).

## Опис
Хімічна формула: Cu[UО2|PО4]2∙(8-12)H2О. Р заміщується As. Містить (%): CuO — 8,4; UО3 — 61,2; P2O5 — 15,1; H2O — 15,3. Сингонія тетрагональна. Дитетрагонально-дипірамідальний вид. Утворює таблитчасті, пластинчаті і листуваті кристали та аґреґати. Спайність досконала по (001). Густина 3,22-3,60. Тв. 2-3. Колір синювато-зелений, смарагдово-зелений, цибулево-зелений. Просвічує до прозорого. Блиск скляний до перламутрового. Риса блідо-зелена. Сильно радіоактивний. Крихкий. Добре розчиняється у мінеральних кислотах. На повітрі переходить у метаторберніт. Походження гіпергенне.
Супутні мінерали: отеніт, уранова вохра, уранініт, гетит, гематит, кварц, сульфіди міді.

## Поширення
Зустрічається в ґранітних пегматитах і родовищах міді, також в ґранітних пегматитах (в зоні гіпергенезу). Пошукова ознака на уранові руди. Рідкісний. Продукт вивітрювання уранових мінералів, поширений в зонах окиснення урановорудних родовищ.  
Торберніт відносно поширений, і до 2022 року в усьому світі відомо понад 1100 задокументованих місць. У Німеччині він відомий не лише зі свого типового місцезнаходження Йоганнгеоргенштадт, але й з інших районів Рудних гір, а також із Шварцвальду, гір Фіхтеля, Баварського лісу, Тюрингського лісу. Інші регіони знаходяться в Аргентині, Австралії, Австрії, Бельгії, Болівії, Бразилії, Канаді, Чилі, Китаї, Чехії, Демократичній Республіці Конго, Франції, Габоні, Ірландії, Італії, Японії, Мадагаскарі, Мексиці, Намібії, Норвегії, Польщі , Португалія, Румунія, Словаччина, Словенія, Іспанія, Південна Африка, Швейцарія, Таджикистан, Узбекистан, Великобританія та США.